# 1856 en science
| Années de la science : 1853 - 1854 - 1855 - 1856 - 1857 - 1858 - 1859    |
| Décennies de la science : 1820 - 1830 - 1840 - 1850 - 1860 - 1870 - 1880 |

Cet article présente les faits marquants de l'année 1856 en science.

## Événements
- 30 mai : Claude Bernard démontre que le curare bloque spécifiquement les jonctions neuro-musculaires[1].
- Mai : Charles Darwin commence à écrire pour publication sur la sélection naturelle sur le conseil d'Edward Blyth[2].

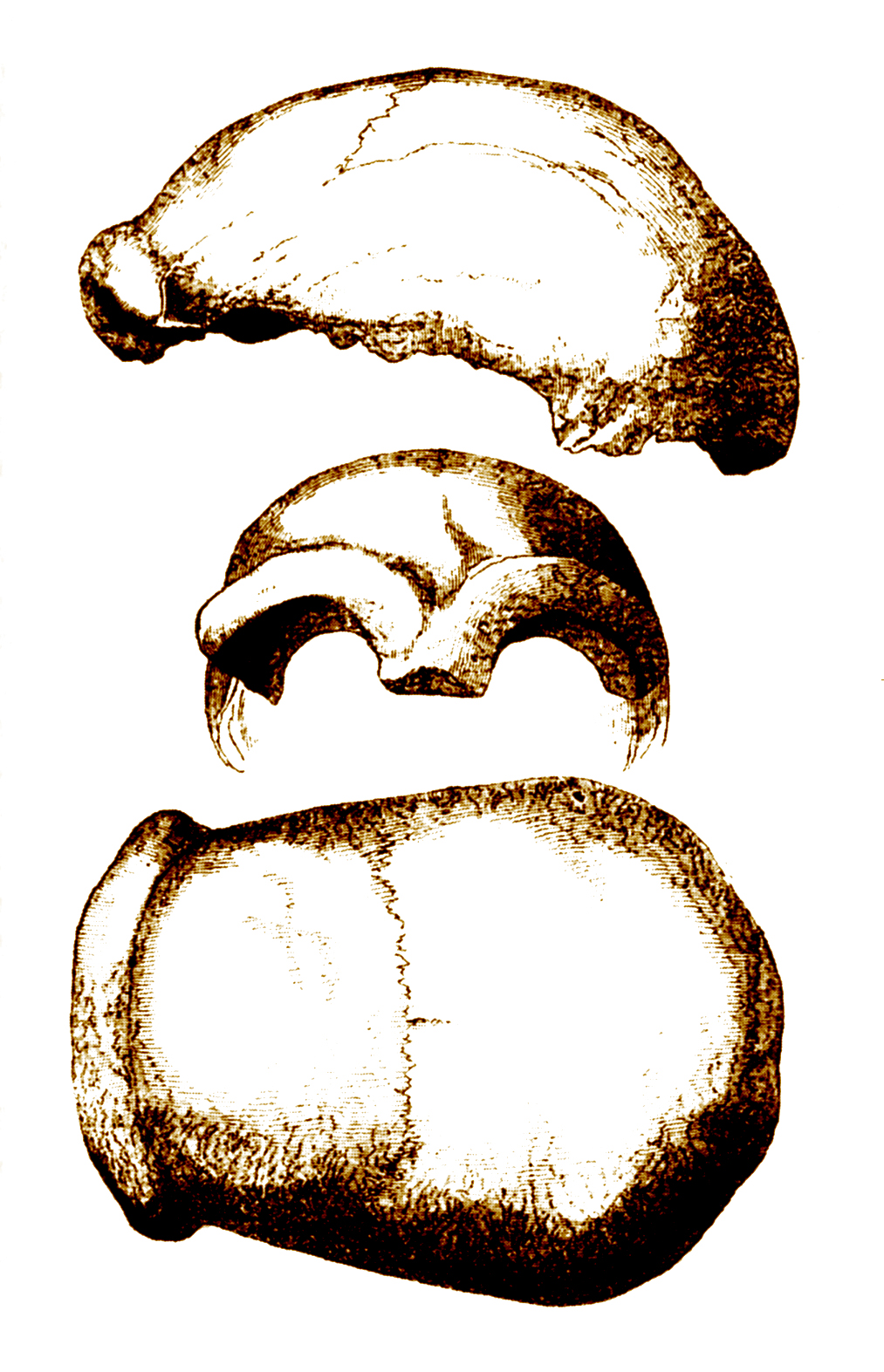
Calotte crânienne découverte à Neandertal en 1856.

- Août : les restes humains fossiles de l'homme de Néandertal sont découverts par des carriers dans le ravin de Neander, près de Düsseldorf[3].
- 1er septembre : lors d'un voyage d'exploration au Gabon (1855-1859), le naturaliste franco-américain Paul Belloni Du Chaillu est le premier européen à observer les gorilles dans leur milieu naturel[4].
- 10 septembre : l'ingénieur topographe britannique du Great Trigonometrical Survey of India Thomas Montgomerie effectue le premier relevé de la chaîne du Karakoram, depuis le mont Haramukh (en), à 210 km au sud, et désigne les deux pics les plus importants comme K1 et K2[5].

- Le moine tchèque Gregor Mendel commence ses travaux sur l'hérédité (1856-1866)[6].

- Le paléontologue américain Joseph Leidy décrit les premiers restes de tyrannosauridés, des dents datant du Crétacé supérieur trouvées au Montana  qu'il attribut à une espèce nommée Deinodon[7].

### Sciences physiques
- 23 mars : le chimiste britannique Sir William Henry Perkin invente par sérendipité la mauvéine, le premier colorant de synthèse[8]. Les colorants artificiels se multiplient dans les années 1860 pour remplacer les colorants végétaux dès 1880.

- 23 août : un article de la physicienne américaine Eunice Newton Foote intitulé Circumstances affecting the heat of the sun's rays est lu devant l'Association américaine pour l'avancement des sciences[9]. Elle identifie pour la première fois le rôle du CO2 dans le réchauffement de la Terre, plus tard appelé l'effet de serre[10].
- Septembre : l'astronome danois Theodor Brorsen découvre l'amas globulaire NGC 6539[11].
- 4 novembre : le chimiste français Louis Pasteur commence ses recherches sur la fermentation à la demande de l'industriel Louis Bigo dans sa distillerie de betteraves à sucre d'Esquermes[12].

- Louis Pasteur isole le galactose[13].

- L'ingénieur français Henry Darcy établit la « loi de Darcy » en étudiant expérimentalement l'écoulement de l'eau à travers une colonne de sable[14].
- Théorie cinétique des gaz développée par les physiciens August Krönig et Rudolf Clausius (1857)[15].

### Technologie
- 6 mars : Frédéric Quinson dépose un brevet pour l'invention d'une peigneuse circulaire pour déchets de soie[16].
- Mars[17] : le chimiste français Henri Sainte-Claire Deville installe dans le quartier de la Glacière à Paris une industrie pour produire de l’aluminium avec son nouveau procédé au sodium, ce qui en abaisse le prix dans des conditions considérables[18]. Il coûte toutefois beaucoup plus cher que le fer.
- 13 août : Henry Bessemer rend public son procédé d'affinage de l'acier à Cheltenham (Royaume-Uni) devant la British Association[19].
- 19 août : Gail Borden fait breveter un procédé de production industrielle de lait concentré[20].
- 22 septembre : l'ingénieur britannique Robert Forester Mushet obtient un brevet pour améliorer les propriétés de l'acier Bessemer par l'addition de ferromanganèse[21].
- 2 décembre : Carl Wilhelm Siemens dépose un brevet pour le four Siemens, chauffé au gaz obtenu par gazéification du charbon et doté de récupérateurs de chaleur[22].
- Décembre : Jean-Marie Le Bris aurait effectué le premier vol en planeur, près de Douarnenez (Finistère). Il prend un brevet pour son invention le 9 mars 1857[23].

## Publications

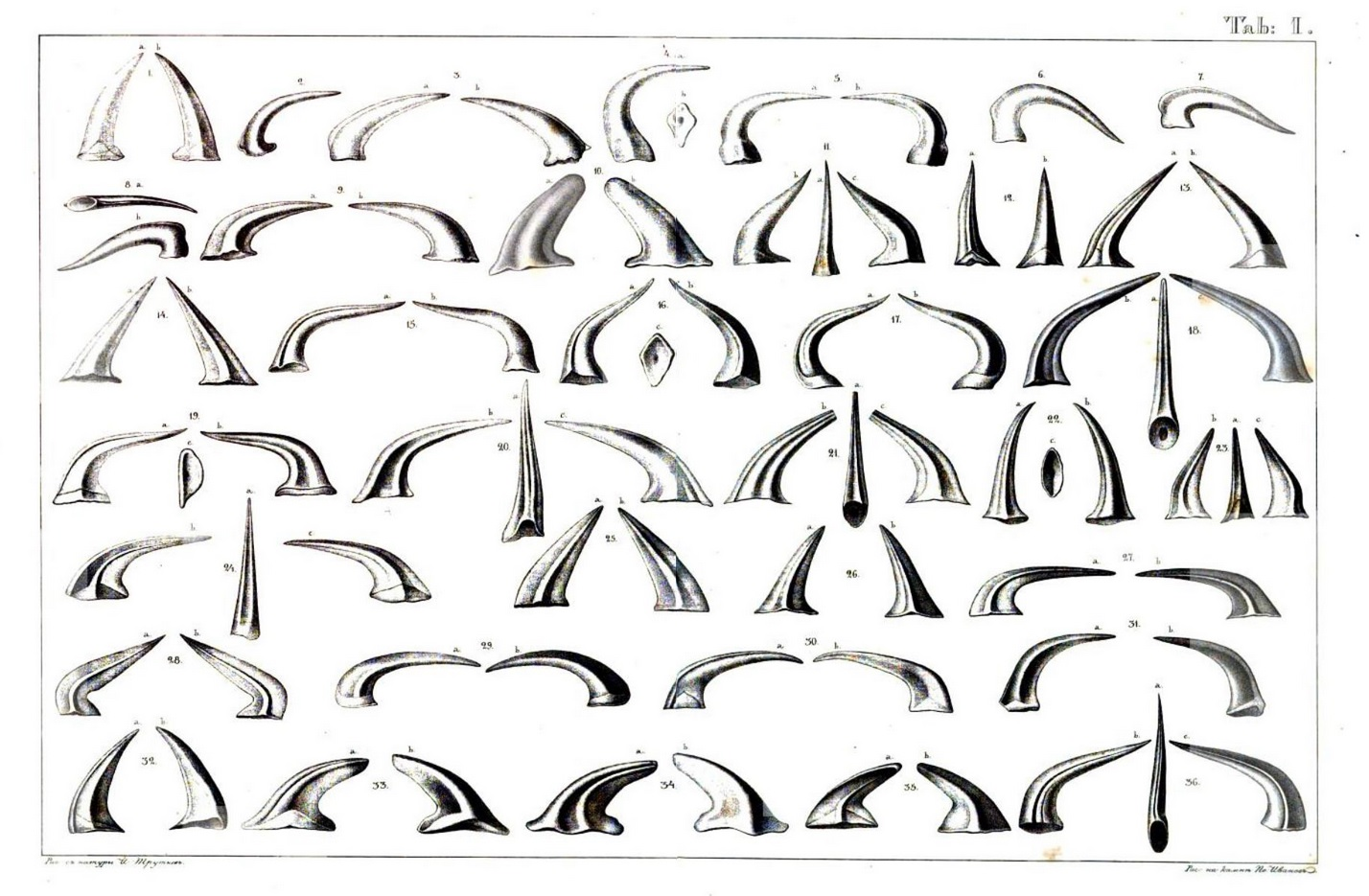
Planche 1 de Monographie der fossilen fische de Pander.

- Henry Darcy, Les fontaines publiques de la ville de Dijon - exposition et application des principes à suivre et des formules à employer dans les questions de distribution d'eau, Paris, Victor Dalmont, 1856 (lire en ligne).
- William Ferrel : Essay on the winds and currents of the ocean.Le météorologue américain développe une théorie qui explique l'influence de la rotation de la Terre dans la circulation atmosphérique et océanique.
- Christian Heinrich von Pander : Monographie der fossilen fische des silurischen systems des Russisch-baltischen gouvernements. L'embryologiste et paléontologue letton reconnaît dans certains « vers fossiles » du Trias un type de chordés particulier, un groupe qu'il nomme les conodontes.
- Norman Robert Pogson : (en) Magnitudes of Thirty-six of the Minor Planets for the first day of each month of the year 1857, N. Pogson, MNRAS 17 pp 12 1856 dans lequel Pogson introduisit pour la première fois son système de magnitude.

## Prix
- Médailles de la Royal Society
  - Médaille Copley : Henri Milne Edwards
  - Médaille royale : William Thomson, John Richardson
  - Médaille Rumford : Louis Pasteur

- Médailles de la Geological Society of London
  - Médaille Wollaston : William Edmond Logan

## Naissances

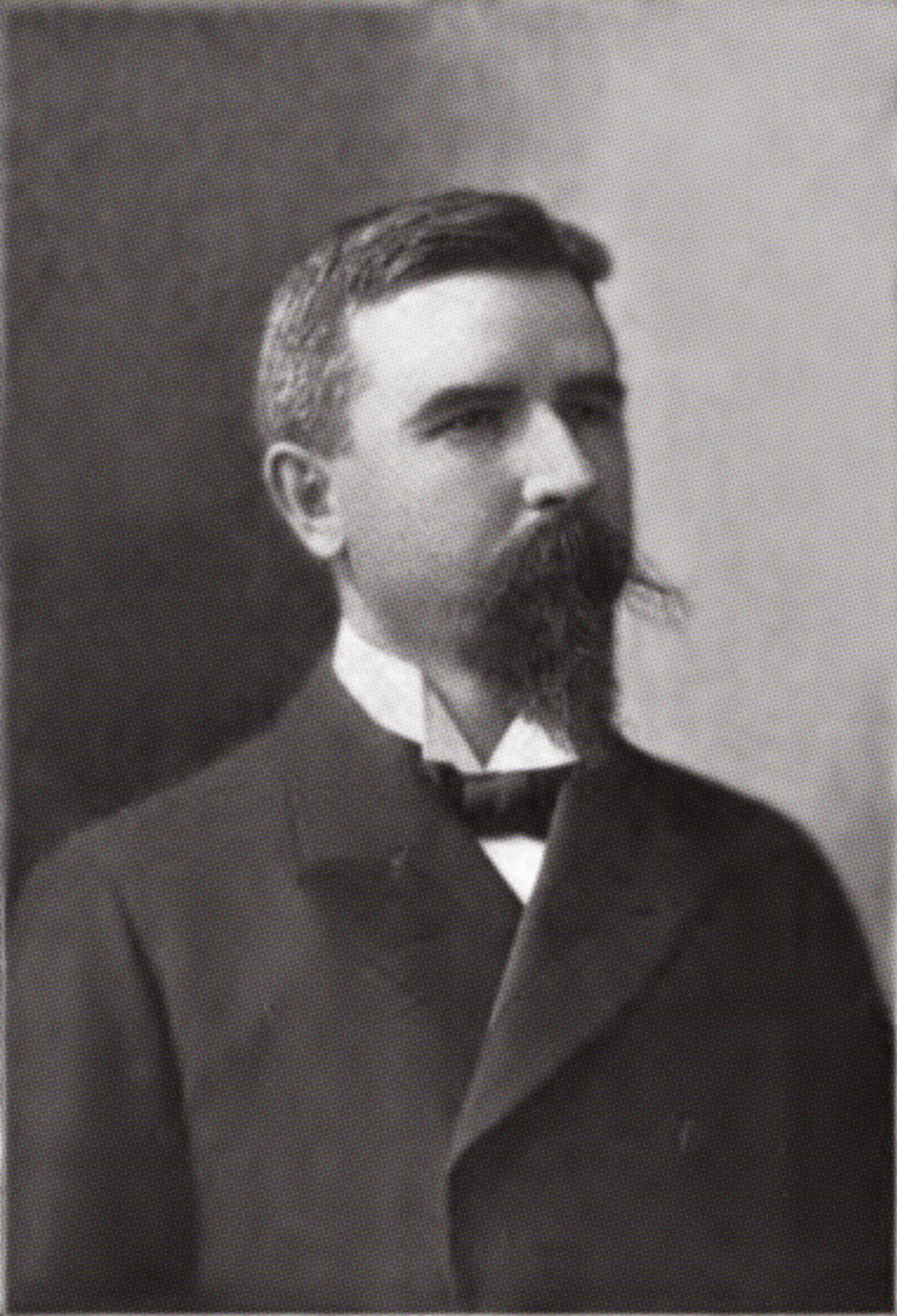
Russell Henry Chittenden

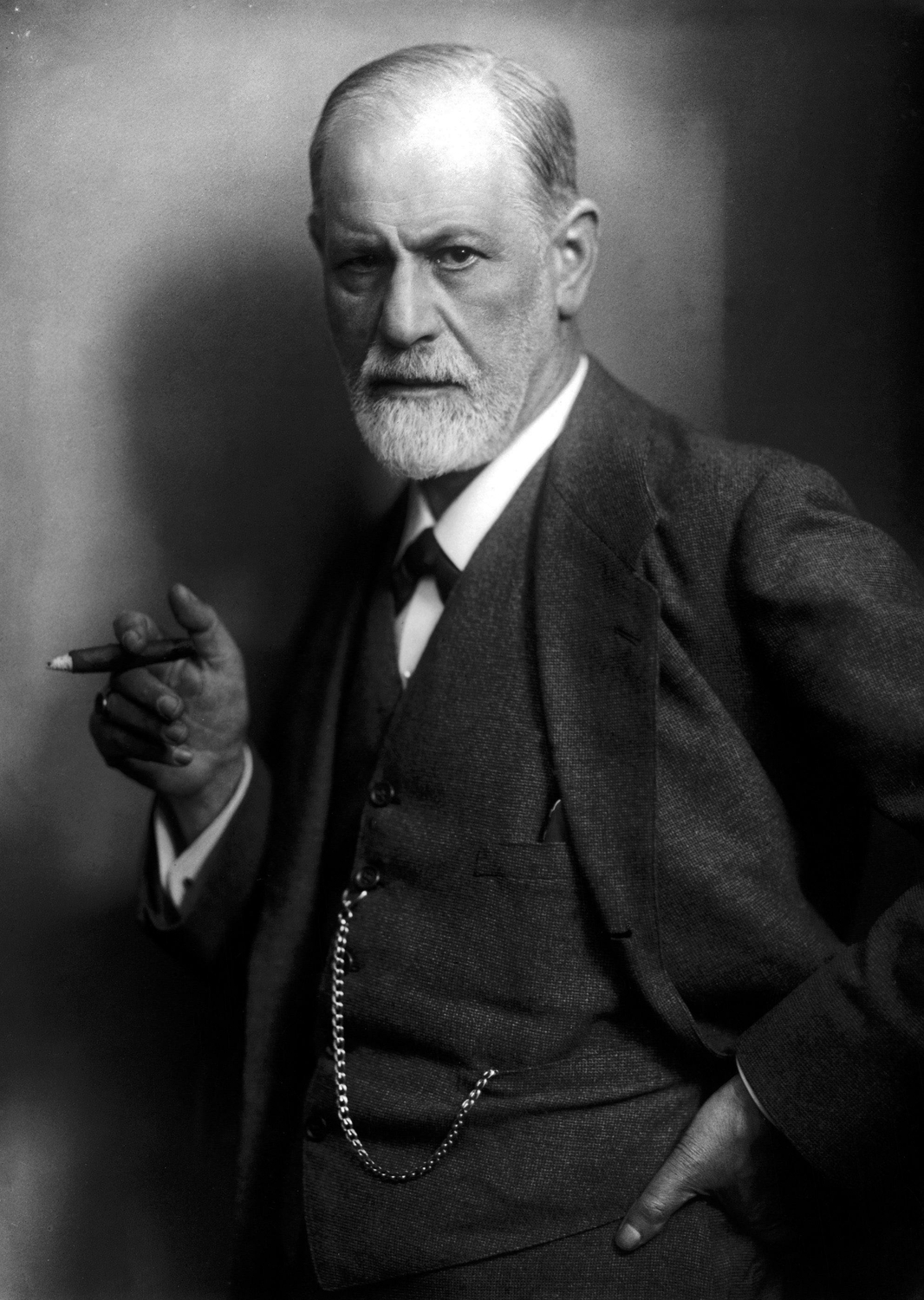
Sigmund Freud

- 8 janvier  : Paul Lecomte (mort en 1934), botaniste français.
- 27 janvier : Jean-Baptiste Senderens (mort en 1937), chimiste et prêtre français.
- 30 janvier : Vladimir Golenichtchev (mort en 1947), égyptologue russe.

- 18 février : Russell Henry Chittenden (mort en 1943), biochimiste américain.
- 19 février : Gian Antonio Maggi (mort en 1937), mathématicien et physicien italien.

- 9 mars :
  - Edward Goodrich Acheson (mort en 1931), chimiste américain.
  - Alphonse Buisine (mort en 1918), chimiste français.
- 20 mars : Frederick Winslow Taylor (mort en 1915), ingénieur américain.
- 25 mars : Max Uhle (mort en 1944), archéologue allemand.
- 8 avril : Bunjiro Koto (mort en 1935), géologue, pétrologue et sismologue japonais.
- 18 avril : Jean Dybowski (mort en 1928), agronome français.
- 26 avril : Ferdinand-Jean Darier (mort en 1938), médecin français, pathologiste et dermatologue.
- 4 mai : Louis Thuillier (mort en 1883), physicien et biologiste français.
- 6 mai :
  - Sigmund Freud (mort en 1939), médecin neurologiste autrichien, fondateur de la psychanalyse.
  - Robert Edwin Peary (mort en 1920), explorateur américain.
- 22 mai : François Gonnessiat (mort en 1934), astronome français.
- 30 juin : Cargill Gilston Knott (mort en 1922), physicien et mathématicien écossais.
- 10 juillet : Nikola Tesla (mort en 1943), ingénieur américain d'origine serbe.
- 12 juillet : Ernesto Schiaparelli (mort en 1928), archéologue et égyptologue italien.
- 22 juillet : Marie Geelmuyden (morte en 1935), chimiste norvégienne, enseignante et auteur de manuels scolaires.
- 30 août : Carl Runge (mort en 1927), mathématicien et physicien allemand.
- 4 septembre : Franklin Sumner Earle (mort en 1929), botaniste et agronome américain.
- 17 septembre : Albert Gayet (mort en 1916), égyptologue français.
- 7 octobre Edward Jones (mort en 1920), statisticien américain.
- 13 octobre : Léon Coutil (mort en 1943), peintre, graveur, archéologue et historien local français.
- 25 octobre : Dragutin Gorjanović-Kramberger (mort en 1936), géologue, archéologue, préhistorien et paléontologue croate.
- 3 novembre : Auguste Verneuil (mort en 1913), chimiste français.
- 1er décembre : Claudius Savoye (mort en 1908), instituteur et préhistorien français.
- 18 décembre : Joseph John Thomson (mort en 1940), physicien anglais, prix Nobel de physique en 1906.

## Décès
- 8 février : Agostino Bassi (né en 1773), biologiste italien.
- 18 février : Wilhelm von Biela (né en 1782), officier de l'armée austro-hongroise et astronome amateur.
- 9 mars : Jean Basile Dominique Doumenjou (né en 1789), botaniste français.
- 3 avril : Auguste Bella (né en 1777), militaire et agronome français.
- 2 mai : Louis-François Benoiston de Châteauneuf (né en 1776), économiste, statisticien et démographe français.
- 4 mai : John Collins Warren (né en 1778), chirurgien américain.
- 6 mai : William Hamilton (né en 1788), philosophe logicien écossais.
- 12 mai : Jacques Philippe Marie Binet (né en 1786), mathématicien et astronome français.
- 22 mai : Albert Gottfried Dietrich (né en 1795), botaniste allemand.
- 9 juillet : Amedeo Avogadro (né en 1776), physicien et chimiste italien.
- 25 juillet : Charles Girou de Buzareingues (né en 1773), agronome et physiologiste.
- 14 août : Constant Prévost (né en 1787), géologue français.
- 19 août : Charles Frédéric Gerhardt (né en 1816), chimiste alsacien.
- 24 août : William Buckland (né en 1784), géologue et paléontologue britannique.
- 30 août : John Ross (né en 1777), rear admiral d'origine écossaise dans la marine de guerre britannique et explorateur de l'arctique.
- 12 octobre : Jean-Marie Bachelot de La Pylaie (né en 1786), botaniste, explorateur, dessinateur et archéologue français.
- 17 octobre : Luigi Canina (né en 1795), archéologue et architecte piémontais.
- 6 novembre : Piotr Kireïevski (né en 1808), ethnographe et philologue russe.
- 29 novembre : John Beasley Greene (né en 1832), égyptologue et photographe américain.
- 7 décembre : Christoph Friedrich Otto (né en 1783), jardinier et botaniste allemand.
- 17 décembre : Francis Beaufort (né en 1774), hydrographe britannique d'origine irlandaise.
- 24 décembre : Hugh Miller (né en 1802), géologue et écrivain écossais.